# Bourg (Gironda)
Bourg es una población y comuna francesa del departamento de Gironda en la región de Nueva Aquitania.
El nombre oficial del municipio es Bourg , pero a menudo se le llama también Bourg-sur-Gironde de forma no oficial, aunque también figura así en la documentación de La Poste.

## Historia
Durante la Fronda, fue entrega por Condé a los españoles en noviembre e 1651, siendo recuperado por las tropas reales francesas el 4 de julio de 1653.

## Geografía
Comuna situada en el viñedo de Côtes-de-Bourg.

## Demografía
| 3 200                     | 2 704 | 2 534 | 2 233 | 2 564 | 2 466 | 2 666 | 2 694 | 2 687 | 2 781 | 2 810 | 2 735 | 2 864 | 2 771 | 2 734 | 2 780 | 2 890 | 2 832 | 2 688 | 2 555 | 2 470 | 2 334 | 2 306 | 2 182 | 2 057 | 2 199 | 2 518 | 2 560 | 2 318 | 2 107 | 2 158 | 2 115 | 2 209 | 2187 |
| (Fuente: INSEE y Cassini) |       |       |       |       |       |       |       |       |       |       |       |       |       |       |       |       |       |       |       |       |       |       |       |       |       |       |       |       |       |       |       |       |      |